# A Culpa é do Cabral
A Culpa é do Cabral foi um programa de televisão humorístico brasileiro produzido e exibido pelo canal de televisão por assinatura Comedy Central. Ele era apresentada pelo comediante e músico Fabiano Cambota, e estreou em 5 de julho de 2016. 
Inspirado no programa latino La Culpa es de Colón, o programa conta com cinco humoristas de diferentes estados e regiões do Brasil em formato de mesa-redonda. Além do apresentador, o painel é constituído por Nando Viana, Rafael Portugal, Rodrigo Marques e Thiago Ventura.
Em janeiro de 2017, o canal Comedy Central anunciou uma temporada especial composta por cinco episódios mostrando uma retrospectiva de cada comediante que integra o elenco. Cerca de três meses depois, a série foi renovada para a terceira temporada. Em setembro de 2017, o canal anunciou a quarta temporada, que estreou no dia 10 de outubro.
A partir da quarta temporada, o programa passou a receber convidados especiais e também foi expandido com a criação de provas entre os próprios integrantes, sendo os desafios tradicionais como a Prova da Bexiga, Pega Vareta e o Responde ou Bebe. Além disso, os próprios integrantes passaram a receber quadros próprios como o De Frente com o Cambota (sátira do De Frente com Gabi, com o próprio Cambota usando a peruca da apresentadora) e Na Cama com RM (sátira do Noite Afora, onde Monique Evans comandava seu programa numa cama de casal).
Em 2019, o Comedy Central criou uma versão feminina, A Culpa É da Carlota, apresentado por uma das roteiristas do programa, Cris Wersom. Porém, por ser mal sucedida, resultando em forte rejeição do público e da crítica devido a falta de sintonia das integrantes, finalizou em sua 3° temporada em 2021.

## Produção e antecedentes
Em meados de maio de 2016, o canal Comedy Central Brasil anunciou uma nova produção nacional inspirada na série latina La Culpa és de Colón, que reúne diversos comediantes da América Latina. A Culpa é do Cabral foi anunciada como uma série em formato de mesa-redonda e apresentada pelo goiano Fabiano Cambota, além de cinco comediantes de um estado cada: o gaúcho Nando Viana, o carioca Rafael Portugal, o pernambucano Rodrigo Marques e o paulista Thiago Ventura.
A série foi considerada como um reforço do compromisso do canal "em entregar o melhor do humor" para a audiência. Segundo o brand manager do canal na América Latina, Federico Cuervo, a série é "formatada e pensada para o público brasileiro, levando em conta a diversidade cultural de cada região do Brasil e suas peculiaridades."
O elenco composto por comediantes com passagens pelos programas "República do Stand-Up" e "Comedy Central: Stand-Up" viajaram para Buenos Aires e acompanharam as gravações da série La Culpa es de Colón, aproveitando o cenário e a equipe de produção. Posteriormente, Cambota falou sobre a experiência:
| “ | Virou um Big Brother nosso e foi muito legal porque refletiu no entrosamento e nas piadas. O programa é quase como se cinco pessoas de lugares distantes sentassem em uma mesa de bar. Cada um fala da sua experiência e é nesse contraste que fica divertido... | ” |

Os comediantes se pronunciaram sobre a estreia da série, comentando o foco principal e o entrosamento entre eles. O apresentador do programa, Fabiano Cambota, comentou: "Se fosse para fazer um retrato fiel, teriam de ser 27 comediantes, porque cada estado tem sua peculiaridade. Mas acho que ficou equilibrado", ele também acrescentou dizendo que os comediantes do elenco eram amigos antes do programa e que pensavam em "replicar na TV uma conversa que poderia acontecer em uma mesa de bar." Apesar disto, o apresentador argumentou do cuidado em suas falas dado ao momento que o país passava ou por uma superexposição ou patrulhamento nas redes sociais:
| “ | Não vou dizer que a gente fala o que pensa porque é mentira. Nada do que dizemos é para ofender os outros, mas há uma minoria que torce para você escorregar. Não é possível que o Chico Anysio, que é hors-concours, não tenha errado o tom alguma vez, por exemplo | ” |

Outros membros do elenco também manifestaram precaução, Thiago Ventura disse que nunca fala de religião, política e futebol e completou "Quando mexe com fanatismo fica complicado". Por outro lado, Nando Viana argumentou que não se pode deixar se censurar o tempo todo apesar de reconhecer que trata-se de um "trabalho delicado."

## Sinopse
O programa televisivo é composto por um formato de mesa-redonda e reúne cinco humoristas de diferentes estados e regiões do país, que debatem e comentam situações típicas do cotidiano dos cidadãos brasileiros, além de todas as suas diferenças regionais.

## Episódios
| Temporada | Temporada | Episódios | Exibição original      | Exibição original       |
| Temporada | Temporada | Episódios | Estreia da temporada   | Final da temporada      |
| --------- | --------- | --------- | ---------------------- | ----------------------- |
|           | 1ª.       | 12        | 05 de julho de 2016    | 11 de outubro de 2016   |
|           | 2ª.       | 15        | 18 de outubro de 2016  | 14 de fevereiro de 2017 |
|           | 3ª.       | 13        | 02 de abril de 2017    | 20 de junho de 2017     |
|           | 4ª.       | 13        | 10 de outubro de 2017  | 30 de janeiro de 2018   |
|           | 5ª.       | 13        | 16 de outubro de 2018  | 22 de janeiro de 2019   |
|           | 6ª.       | 13        | 23 de abril de 2019    | 16 de julho de 2019     |
|           | 7ª.       | 13        | 24 de novembro de 2019 | 17 de dezembro de 2019  |
|           | 8ª.       | 13        | 02 de junho de 2020    | 25 de agosto de 2020    |
|           | 9ª.       | 13        | 18 de janeiro de 2021  | 19 de abril de 2021     |
|           | 10ª.      | 12        | 25 de outubro de 2021  | 25 de janeiro de 2022   |
|           | 11ª.      | 12        | 7 de março de 2022     | 23 de maio de 2022      |
|           | 12ª.      | 11        | 3 de outubro de 2022   | 19 de dezembro de 2022  |
|           | 13ª.      | 12        | 11 de setembro de 2023 | 26 de novembro de 2023  |

## Spin-offs

### A Culpa é do Cabral - Na Estrada
A Culpa é do Cabral - Na Estrada é um spin-off baseado no A Culpa é do Cabral, exibido entre 31 de julho e 2 de outubro de 2018 em 11 episódios no Comedy Central. Foi um aquecimento para a estreia da 5.ª temporada e diferente do formato tradicional, os integrantes do programa viajavam em uma Kombi para as cidades natais dos membros (Taboão da Serra, Rio de Janeiro, Esteio, Recife, e Goiânia), onde passavam o dia por lá, conhecendo a sua rotina e entrevistando seus familiares. Após a dinâmica externa, os membros da atração retornavam ao palco para comentar as experiências com o público.

## Fim do programa
A Paramount Global, proprietária do Comedy Central, nunca se pronunciou oficialmente sobre o fim da atração, apesar de haver alguns boatos em 2023 que a décima terceira temporada poderia ser a última do programa, apesar do sucesso de repercussão, com o desgaste do formato sendo um dos supostos motivos. Fabiano Cambota, o apresentador do humorístico, havia negado a extinção do programa em entrevista ao portal Notícias da TV do dia 13 de novembro de 2023, garantindo uma possível renovação deste para 2024.
 

Em 15 de fevereiro de 2024, todos os episódios das treze temporadas do programa foram retirados sem aviso prévio no Paramount+. Um dos motivos seria a grave crise financeira da Paramount, o que também ocasionou no cancelamento de várias produções nacionais. Desde então, o A Culpa é Do Cabral não recebeu novas temporadas, com o elenco seguindo novos caminhos em shows e na internet, com exceção de Rafael Portugal, que havia fechado um novo contrato com o Grupo Globo para apresentar programas na mídia do conglomerado carioca, incluindo a TV Globo. Dois anos depois, Thiago Ventura também assinaria com a Globo para integrar o elenco do Aberto ao Público.